# Un día volveré
Un día volveré es una novela de Juan Marsé publicada en 1982.
Ambientada en la España de la postguerra, narra el regreso de un antiguo pistolero de la Generalitat al barrio que le vio nacer después de su paso por las prisiones franquistas  y como reviven los fantasmas del pasado en el imaginario colectivo. Escrita en un lenguaje claro y directo, la novela plantea muchos temas caros al autor, pero oculta un desenlace imprevisto que trasciende el planteamiento de otras obras de la misma época ambientadas en el período posterior a la Guerra Civil Española.
- Datos: Q6155511